# Корсиканский дикий кот
Корсиканский дикий кот — вымершая одичавшая популяция домашней кошки (Felis catus), которая была интродуцирова на Корсику примерно в начале первого тысячелетия. Ранее считалась подвидом Felis lybica reyi степного кота.
В 2019 году несколько газет сообщали о якобы открытии корсиканского дикого кота как ранее неизвестного вида кошек, называя его «кошачьей лисой».

## Таксономия
Научное название Felis reyi было предложено Луисом Лаводеном в 1929 году. Он описал кожу и череп женского образца из Бигульи и посчитал его новым видом. Таксон был позже переклассифицирован в подвид степного кота Реджиналдом Поукоком, который осмотрел шкуры кошек в коллекции Музея естествознания в Лондоне. После зооархеологических исследований на Корсике, стали считать, что представители этого таксона были занесены на остров во времена Римской империи, и, вероятно, происходят от домашних кошек. По состоянию на 2017 год Felis lybica reyi больше не считается действительным видом или подвидом.

## Описание
Описывается как темнее африканской дикой кошки, с более коротким хвостом и тёмно-коричневым покровом на задней части ушей.